# Robert Elter
Robert Elter (Lussemburgo, 20 aprile 1899 – Lussemburgo, 2 maggio 1991) è stato un calciatore lussemburghese, di ruolo attaccante.